# Ponte Lupu
Il ponte Lupu (in cinese 卢浦大桥 S, Lúpǔ DàqiáoP) è un ponte ad arco che attraversa il fiume Huangpu a Shanghai in Cina. Con una luce di 550 metri è il secondo ponte ad arco a via intermedia più grande del mondo, superato solo dal Ponte Chaotianmen, con una luce di 552 metri.

## Storia

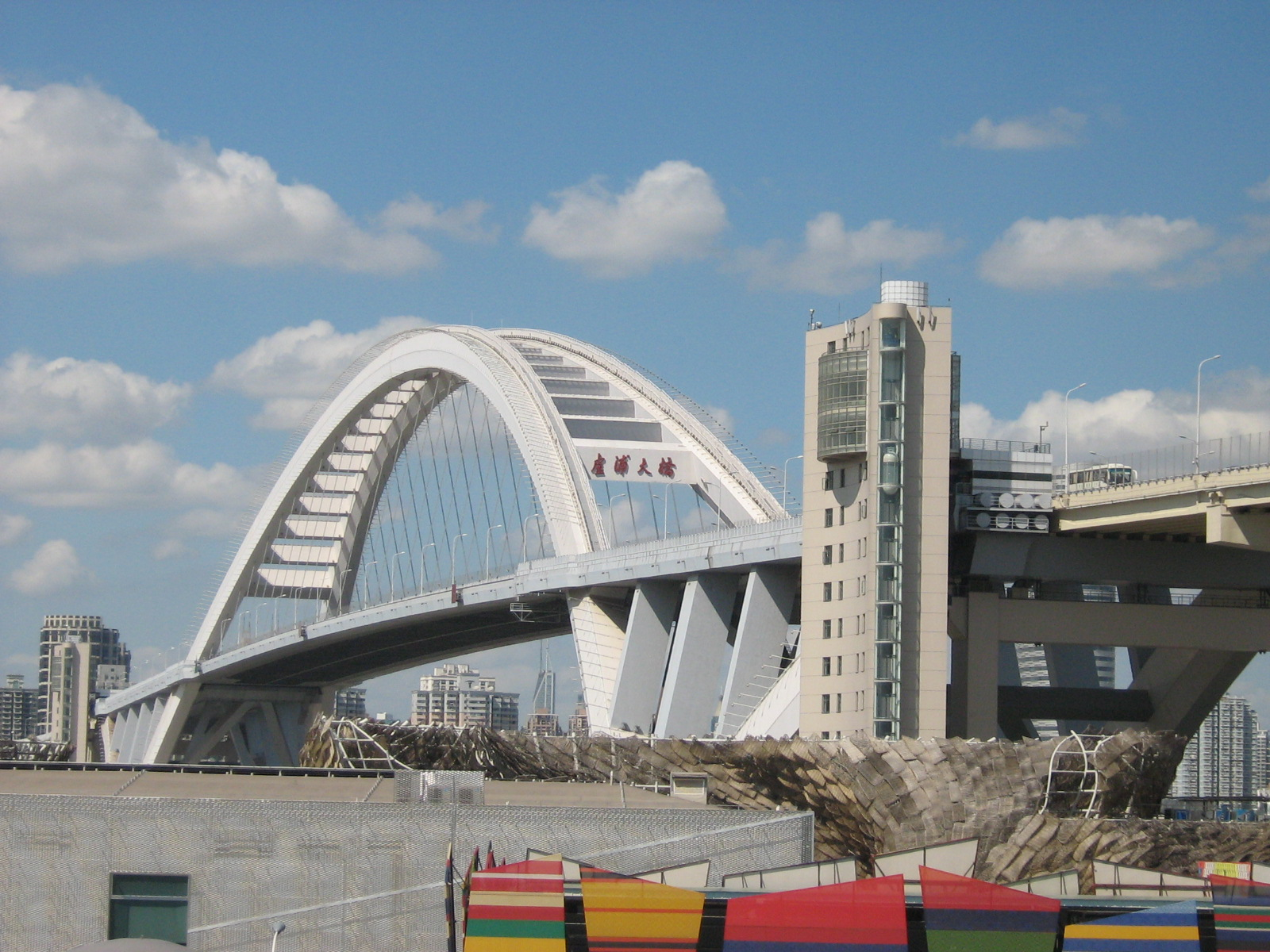
Il ponte Lupu

Il ponte è stato concepito per alleggerire il traffico stradale nella zona del centro storico di Shanghai, anche in previsione dell'aumento di traffico atteso per l'Expo 2010. La costruzione è iniziata nell'ottobre 2000, montando l'arco con un metodo a sbalzo aiutato da cavi temporanei.
Le metà opposte del doppio arco sono state collegate il 7 ottobre 2002. Il ponte è stato inaugurato il 27 giugno 2003 e aperto al traffico il giorno seguente.
La costruzione del ponte è costata circa 2,5 miliardi di yuan, equivalenti a oltre 300 milioni di dollari americani, e ha impiegato quasi 32.000 tonnellate di acciaio.
Nel 2008 il ponte ha vinto lo IABSE Outstanding Structure Award in quanto "ponte ad arco scatolare con una campata da record, linee pulite e impressionanti e un uso innovativo delle campate laterali dell'arco e dell'impalcato per resistere alla spinta dell'arco principale".

## Il nome
Il nome Lupu deriva dalle prime lettere dei due distretti di Shanghai collegati dal ponte al momento della sua inaugurazione: il distretto di Luwan (nel 2011 inglobato nel distretto di Huangpu) sulla riva nord del fiume e il distretto di Pudong sulla riva sud. La scelta di chiamare il ponte in questo modo segue la nomenclatura utilizzata per altri ponti di Shanghai: il ponte Nanpu che collega i distretti Nanshi (inglobato nel distretto di Huangpu nel 2000) e Pudong, il ponte Yangpu tra i distretti di Yangpu e Pudong e il ponte Xupu tra Xuhui e Pudong.  

## Descrizione

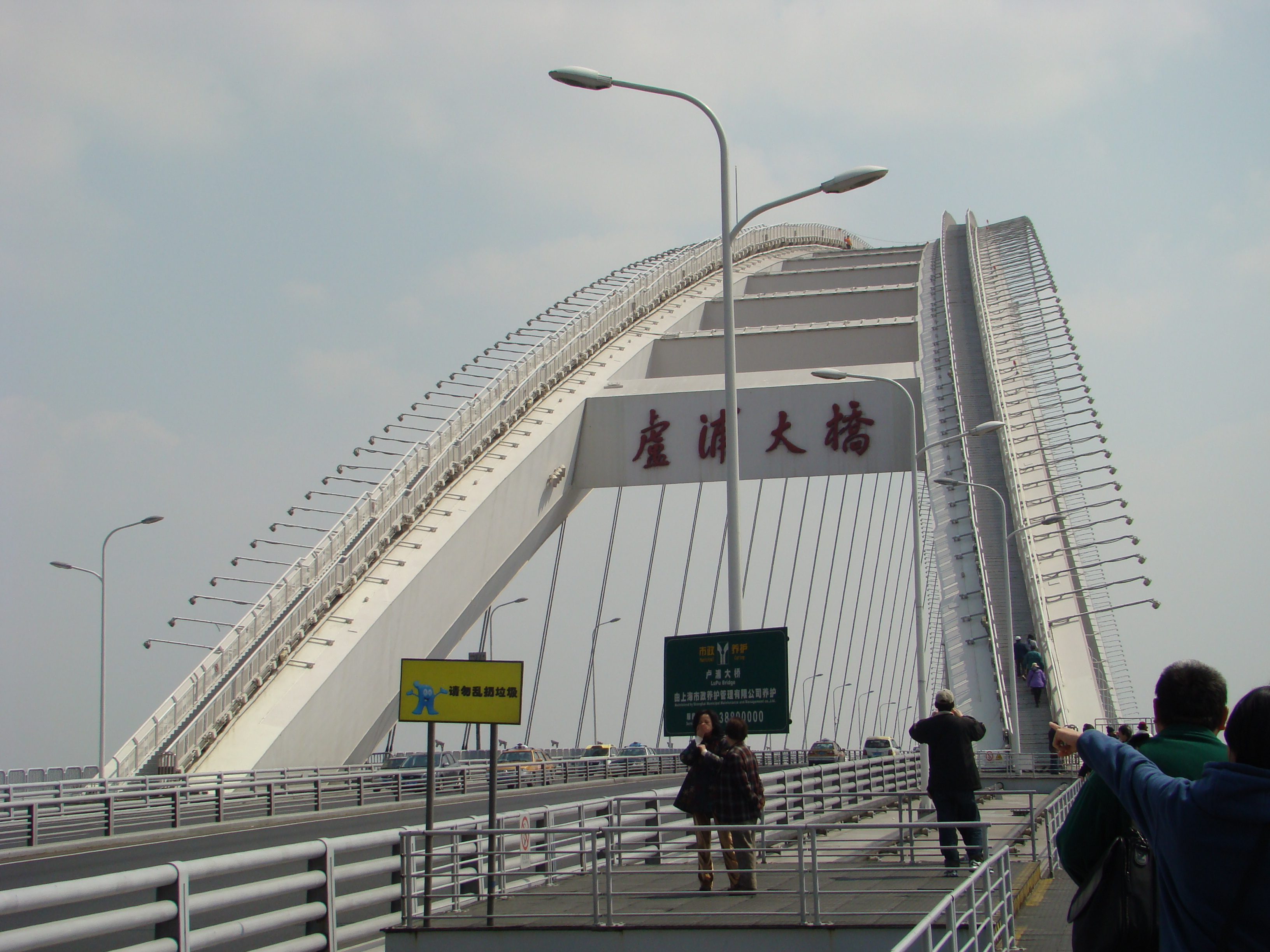
Dettaglio dell'arco centrale

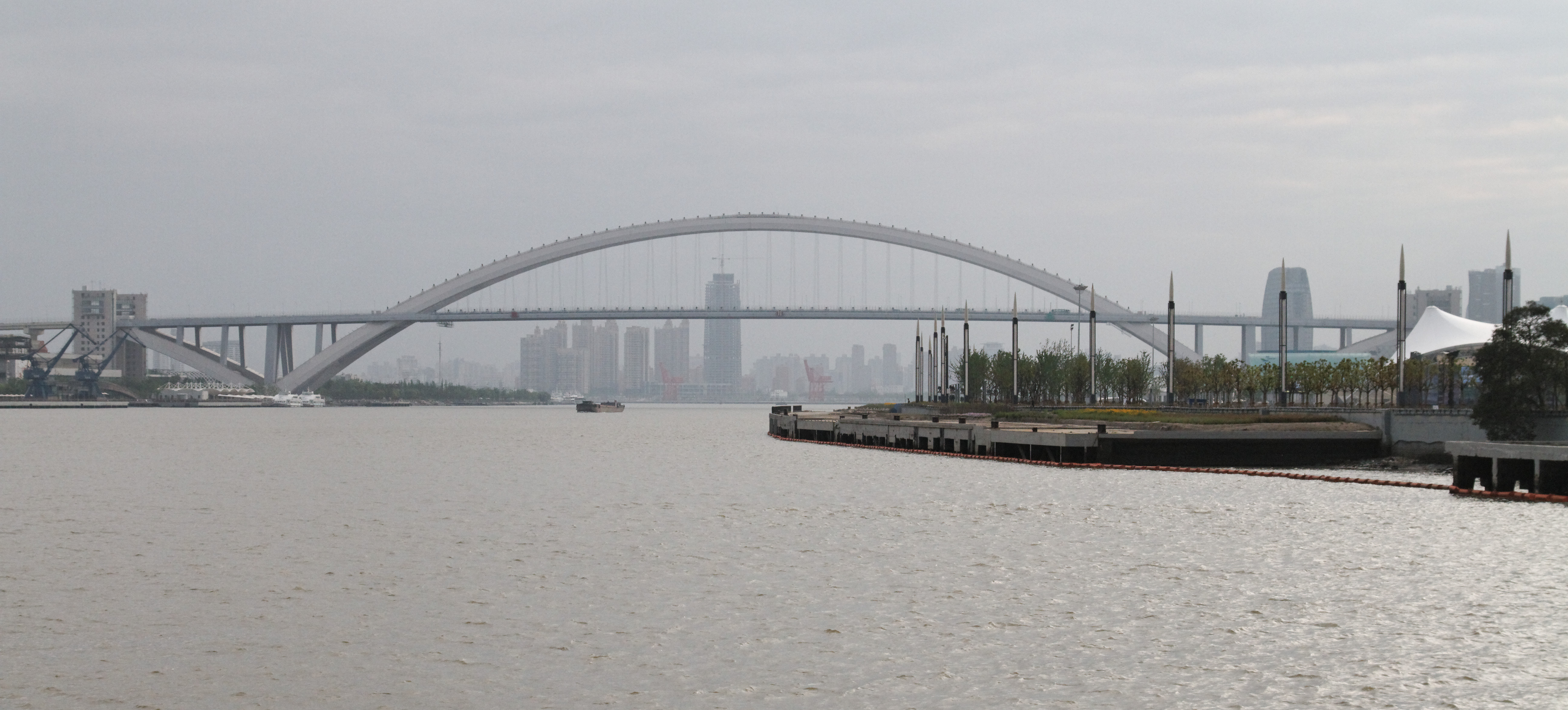
Il ponte Lupu

Il ponte Lupu si trova nella zona sud di Shanghai tra i distretti di Huangpu e Pudong e attraversa il fiume Huangpu a poca distanza del sito dell'Esposizione universale tenutasi nella città cinese nel 2010.
Il ponte ha una struttura ad arco a via intermedia, nel quale cioè l'impalcato si trova ad un livello intermedio rispetto all'arco di sostegno. Il corpo centrale del ponte è composto da una campata centrale di 550 metri e due campate laterali di 100 metri ciascuna, raggiungendo una lunghezza complessiva di 750 metri. La lunghezza dell'intera struttura, considerando anche le rampe di accesso, raggiunge invece i 3900 metri.
Al momento della sua inaugurazione il ponte Lupu era il ponte ad arco in acciaio con maggiore luce al mondo, superando di 32 metri il precedente detentore del record, il New River Gorge Bridge nella Virginia Occidentale negli Stati Uniti. Nel 2009 è stato però superato dal ponte Chaotianmen, (朝天門長江大橋) che attraversa il Fiume Azzurro a Chongqing, la cui campata centrale misura 552 metri.
L'impalcato stradale, di oltre 28 metri di larghezza, ospita sei corsie destinate al traffico veicolare, tre per senso di marcia, e marciapiedi pedonali sui lati esterni delle carreggiate. L'impalcato si trova ad una altezza di 46 metri rispetto al livello del fiume, permettendo il transito sotto di esso anche alle navi di grandi dimensioni.
L'impalcato stradale è collegato mediante due set di 28 cavi doppi ad un grande doppio arco in acciaio, che raggiunge una altezza di 100 metri rispetto al punto di innesto sui piloni. In cima al doppio arco è stata installata una piattaforma panoramica, raggiungibile tramite una scalinata di oltre 300 gradini.

## Controversie
Nonostante il consenso sulla necessità di costruire un ponte in questa posizione, inizialmente la scelta di un ponte ad arco ricevette diverse critiche per il fatto di essere più costosa rispetto agli altri progetti proposti, che prevedevano la realizzazione di un ponte strallato. 
Le autorità locali giustificarono la scelta con il fatto che a Shanghai esistevano già diversi ponti strallati mentre il ponte Lupu sarebbe stato il primo ponte ad arco, ma in molti videro un desiderio di stabilire il record di ponte ad arco più lungo del mondo a discapito del costo che la città avrebbe dovuto sostenere.